# Münstermaifeld
Münstermaifeld est une municipalité du Verbandsgemeinde Maifeld, dans l'arrondissement de Mayen-Coblence, en Rhénanie-Palatinat, dans l'ouest de l'Allemagne.

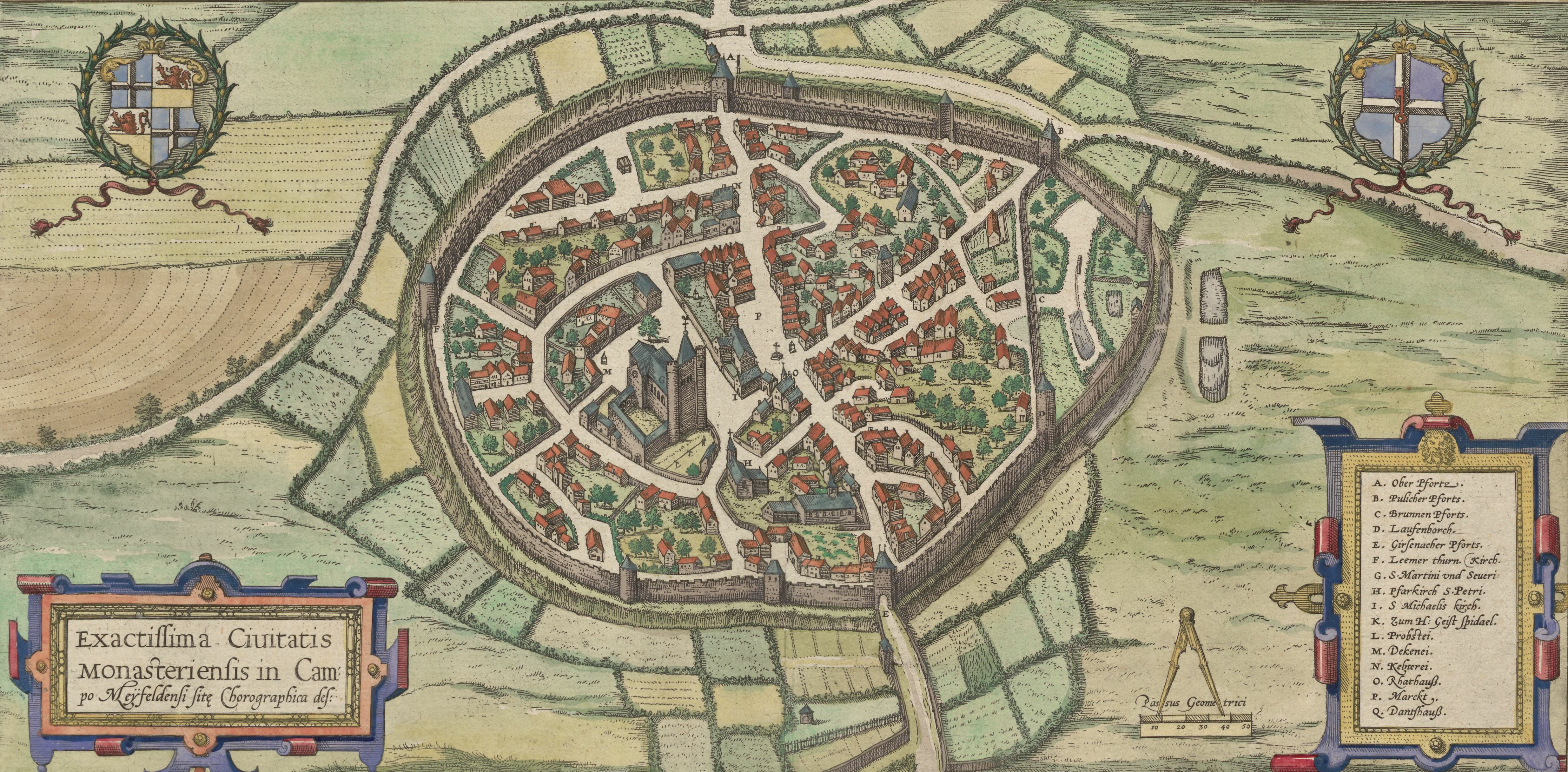
Münstermaifeld 1600

## Culture et patrimoine
- Église Saint-Martin-et-Saint-Sévère des XIIe et XIIIe siècles
- Musée archéologique du Maifeld
- Ancienne synagogue dans la Severusstraße
- Musée du patrimoine de Münstermaifeld dans la Vieille Prévôté
- Château d'Eltz
- Château Pyrmont

## Gastronomie
- Löffel's Landhaus, cuisine gastronomique régionale

## Partenariat de la ville
- Les Pavillons-sous-Bois (Département Seine-Saint-Denis) depuis 2018

## Personnalités
- August Weckbecker (1888-1939), sculpteur, peintre et vitrailliste, est né à Münstermaifeld.